# Empresa
No direito comercial, empresa é uma atividade econômica exercida profissionalmente pelo empresário por meio da articulação dos fatores produtivos para a produção ou circulação de bens ou de serviços. A empresa não pode ser confundida com um sujeito de direito, com uma pessoa jurídica, tampouco com o local onde aquela atividade econômica é desenvolvida.
Conforme Mônica Gusmão:

A empresa é a atividade do empresário, e não se confunde com o seu estabelecimento, com a pessoa jurídica, com a sociedade, ponto comercial ou com os seus sócios. A empresa não é dotada de personalidade jurídica, nem considerada sujeito de direitos. Quem exerce direitos e contrai obrigações é o empresário, e não a empresa. A empresa é a atividade por ele desenvolvida.
Segundo explica o civilista Carlos Roberto Gonçalves:

Empresa e estabelecimento são conceitos diversos, embora essencialmente vinculados, distinguindo-se ambos do empresário e da sociedade empresária, que são os titulares da empresa.
Da mesma forma, entende a professora Elisabete Vido:

É importante por fim, saber que a empresa não se confunde com as pessoas que exercem a atividade, ou seja, o empresário individual ou a sociedade empresária. Da mesma forma não se pode confundir a empresa com o estabelecimento onde ela é exercida.

## Etimologia
De acordo com o economista espanhol Jesús Huerta de Soto:

De fato, tanto as expressões espanhola e portuguesa empresa como as acepções francesa e inglesa entrepreneur procedem etimologicamente do verbo latino in prehendo-endi-ensum, que significa descobrir, ver, perceber, dar-se conta de, capturar; e a expressão latina in prehensa comporta claramente a ideia de ação, no sentido de tomar, agarrar. Em suma, empresa é sinônimo de ação, sendo que na França já há muito tempo, na Alta Idade Média, se utilizava o termo entrepreneur para designar as pessoas encarregadas de efetuar ações importantes, geralmente relacionadas com a guerra, ou de levar a cabo os grandes projetos relacionados com a construção de catedrais. No castelhano, um dos significados do termo empresa, de acordo com o Diccionario da Real Academia Espanhola, é o de "ação árdua e difícil que se inicia valorosamente". Desde a Idade Média começou a usar-se o termo para denominar as insígnias de determinadas ordens de cavalaria que indicavam a intenção, sob julgamento, de realizar uma determinada e importante ação. Vemos assim que o sentido de empresa enquanto ação está necessária e inexoravelmente unido a uma atitude empreendedora, que consiste precisamente em continuamente tentar procurar, descobrir ou criar novos fins e meios (tudo isto em consonância com o significado etimológico de in prehendo, que já vimos).

## Histórico
A antiga Teoria dos Atos de Comércio decorrente da chamada codificação napoleônica nunca definiu muito bem o que eram as atividades mercantis, os chamados atos de comércio. A definição do que eram os atos de comércio não convenceu a doutrina, pois muitas atividades não eram consideradas comerciais por razões históricas, como era o caso da negociação de bens imobiliários. Além disso, com a constante inovação tecnológica do mercado, diversas novas atividades foram surgindo, mas não eram enumeradas como atos de comércio pela lentidão do processo legislativo.
Com o surgimento da Teoria da Empresa, tendo como marco o Código Civil italiano de 1942, houve a evolução segundo a qual, em princípio, qualquer atividade econômica que seja exercida profissionalmente e de forma organizada seria considerada empresa, sendo tutelada, assim, pelo Direito Empresarial.

## Natureza jurídica
A natureza jurídica da empresa não pode ser a de sujeito de direito por se tratar de uma atividade. Segundo Ruy de Souza citado por Maria Helena Diniz:

Empresa é uma instituição jurídica despersonalizada, caracterizada pela atividade econômica organizada, ou unitariamente estruturada, destinada à produção ou circulação de bens ou de serviços para o mercado ou à intermediação deles no circuito econômico, pondo em funcionamento o estabelecimento a que se vincula, por meio do empresário individual ou societário, ente personalizado, que a representa no mundo negocial.
Embora juristas como Rubens Requião, Marcelo Bertoldi e José Edwaldo Tavares Borba entendam que a natureza jurídica da empresa seja a de objeto de direito, Marlon Tomazette entende que esta deveria ser classificada como fato jurídico em sentido amplo.

## Espécies de empresa
Segundo Maria Helena Diniz, três são as espécies de empresa:
- Atividade primária — extração direta de produtos da natureza
- Atividade secundária — indústria ou manipulação de produtos
- Atividade terciária — prestação de serviços e comércio stricto sensu

## A Teoria Poliédrica e a imprecisão terminológica no uso da palavra "empresa"
O jurista italiano Alberto Asquini, ao estudar o Código Civil italiano de 1942, desenvolveu, em um artigo intitulado Profili dell’impresa ("Perfis da empresa"), a chamada Teoria Poliédrica, que entendia a empresa como um fenômeno jurídico, multifacetado, definido por quatro perfis:
- Perfil subjetivo — a pessoa que exerce a atividade
- Perfil funcional — a particular força em movimento que é a atividade empresarial dirigida a um determinado escopo produtivo
- Perfil objetivo — o conjunto de bens
- Perfil corporativo — a organização formada pelo empresário e seus colaboradores destinada a um fim comum.

Entretanto, conforme assinala o professor Marlon Tomazette:

Esse modo de entender a empresa já está superado, porquanto não representa o estudo teórico da empresa em si, mas apenas demonstra a imprecisão terminológica do Código italiano, que confunde a noção de empresa com outras noções. Todavia, com exceção do perfil corporativo que reflete a influência de uma ideologia política, os demais perfis demonstram três realidades intimamente ligadas, e muito importantes na teoria da empresa, a saber, a empresa, o empresário e o estabelecimento.
Dessa forma, o perfil subjetivo da teoria de Asquini corresponde ao moderno conceito de empresário; o perfil objetivo ao conceito de estabelecimento; por fim, o perfil funcional ao moderno conceito de empresa como atividade econômica organizada. O perfil corporativo não possui correspondência com a realidade, pois só fazia sentido no ideário fascista da época em que foi produzido o Código italiano.
Conforme esclarece o doutrinador Fábio Ulhoa Coelho:

Se empresário é o exercente profissional de uma atividade econômica organizada, então empresa é uma atividade; a de produção ou circulação de bens ou serviços. É importante destacar a questão. Na linguagem cotidiana, mesmo nos meios jurídicos, usa-se a expressão "empresa" com diferentes e impróprios significados. Se alguém diz "a empresa faliu" ou "a empresa importou essas mercadorias", o termo é utilizado de forma errada, não técnica. A empresa, enquanto atividade, não se confunde com o sujeito de direito que a explora, o empresário. É ele que fale ou importa mercadorias. Similarmente, se uma pessoa exclama "a empresa está pegando fogo!" ou constata "a empresa foi reformada, ficou mais bonita", está empregando o conceito equivocadamente. Não se pode confundir a empresa com o local em que a atividade é desenvolvida. O conceito correto nessas frases é o de estabelecimento empresarial; este sim pode incendiar-se ou ser embelezado, nunca a atividade. Por fim, também é equivocado o uso da expressão como sinônimo de sociedade. Não se diz "separam-se os bens da empresa e os dos sócios em patrimônios distintos", mas "separam-se os bens sociais e os dos sócios"; não se deve dizer "fulano e beltrano abriram uma empresa", mas "eles contrataram uma sociedade".
Somente se emprega de modo técnico o conceito de empresa quando for sinônimo de empreendimento. Se alguém reputa "muito arriscada a empresa", está certa a forma de se expressar: o empreendimento em questão enfrenta consideráveis riscos de insucesso, na avaliação desta pessoa. Como ela se está referindo à atividade, é adequado falar em empresa. Outro exemplo: no princípio da preservação da empresa, construído pelo moderno Direito Comercial, o valor básico prestigiado é o da conservação da atividade (e não do empresário, do estabelecimento ou de uma sociedade), em virtude da imensa gama de interesses que transcendem os dos donos do negócio e gravitam em torno da continuidade deste; assim os interesses de empregados quanto aos seus postos de trabalho, de consumidores em relação aos bens ou serviços de que necessitam, do fisco voltado à arrecadação e outros.